# Vay Ádám (főkapitány)

A vajai Vay család címere

Vajai Vay Ádám (Vaja, 1657. május 14. –  Dancka, 1719. január 31.) kuruc szenátor, II. Rákóczi Ferenc udvari főkapitánya.

## Családja
Az előkelő Szabolcs vármegyei református birtokos nemesi család sarja, Vay Péter (1611–1662) és csepei Zoltán Anna (†1682) fia. 1679. május 4-én feleségül vette néhai nagyiváni Fekete László (†1670) füleki vicekapitány és szendrői Aszalay Erzsébet (†1679. május 2. előtt) elárvult leányát, az 1665-ben született Erzsébetet. Gyermekeik:
- Erzsébet (gróf Bethlen Mihályné, majd báró Dujardin Ferencné)
- Ádám
- Anna (báró  Kemény Simonné)
- Judit (előbb Rhédey Mihályné, majd czegei Wass Dánielné)

Első felesége halála (1695. december 25.) után Vay újranősült: az irodalomtörténetből ismert báró Zay Annát, Zay András (†1685) és báró Révay Krisztina (†1685 előtt) elárvult leányát, Zay Lőrinc későbbi kuruc szenátor unokahúgát vezette oltár elé. Gyermekeik:
- Sámuel
- Katalin (Teleki Pálné)
- Klára (Gerhard Györgyné)
- Julianna (elhunyt 16 évesen, Danckában)

## Élete
Tanulmányait Sárospatakon végezte, a gimnáziumot azonban nem fejezte be. 1675-ben rövid ideig kuruc, azután főúri udvarokban szolgált nemes ifjúként, majd hadnagy volt Füleken. 1682 szeptemberében Fülek eleste után csatlakozott Thökölyhez. 1682–1685 között kuruc ezredes, kisvárdai kapitány. 1687-ben Szabolcs vármegye követe a pozsonyi országgyűlésen.
Részt vett az ifjú II. Rákóczi Ferenc és Bercsényi Miklós által szervezett összeesküvésben, ezért letartóztatták. 1701. május 29. és 1702. augusztus 10. között Bécsújhelyen raboskodott, fogságában verses önéletrajzot írt.
A Rákóczi-szabadságharc kitörésekör a kurucok elől hajnácskői várába, majd Gácsra húzódott, s csak a vár feladásakor, 1703. október közepén csatlakozott Rákóczihoz. Rögtön a fejedelem udvari kapitánya, 1703. október 27-én pedig a jászok és kunok főkapitánya lett. 1704. február 16-tól munkácsi főkapitány. 1704. február és 1705. szeptember között az Udvari Tanács elnöke, a szécsényi országgyűlésen szenátorrá választották. A marosvásárhelyi országgyűlésen magyarországi birtokos létére bekerült az Erdélyi Fejedelmi Tanácsba, egyértelműen a fejedelem „szürke eminenciásaként”. 1707 tavaszán Békés vármegye főispánja és Máramaros vármegye főispáni adminisztrátora lett. 1708-tól huszti főkapitány is egyúttal. Funkciói alapján Rákóczi egyik legfőbb bizalmasa volt, gyakran közvetített a protestáns rendek és a katolikus fejedelem között.
Katonai tevékenységet ugyan nem folytatott, s udvari főkapitányi, majd egyre gyakrabban használt főmarsalli címe sem egyértelműen feleltethető meg a „mezei generális marsalli” titulust viselő tábornagyokéval, az udvari hadak főparancsnoki jogköre alapján mégis a legmagasabb rangú tábornokok közé sorolhatjuk.
1711. március 4-én lengyelországi emigrációba vonult, ő volt az egyetlen, aki nem önszántából, hanem a fejedelem felszólítására távozott Magyarországról népes családjával együtt. Előbb Dél-Lengyelországban, majd Danckában élt. Miután Rákóczi Franciaországba távozott, Bercsényi és a többiek pedig délen maradtak, még a bujdosók között is teljesen elszigetelődött, és nyomorúságos körülmények között tengette életét. Felesége egy alkalommal a brokátszoknyájából kiolvasztott aranyszálak árából vásárolt élelmet gyermekeinek. Halála után özvegye Ráday Pál közbenjárására térhetett haza.

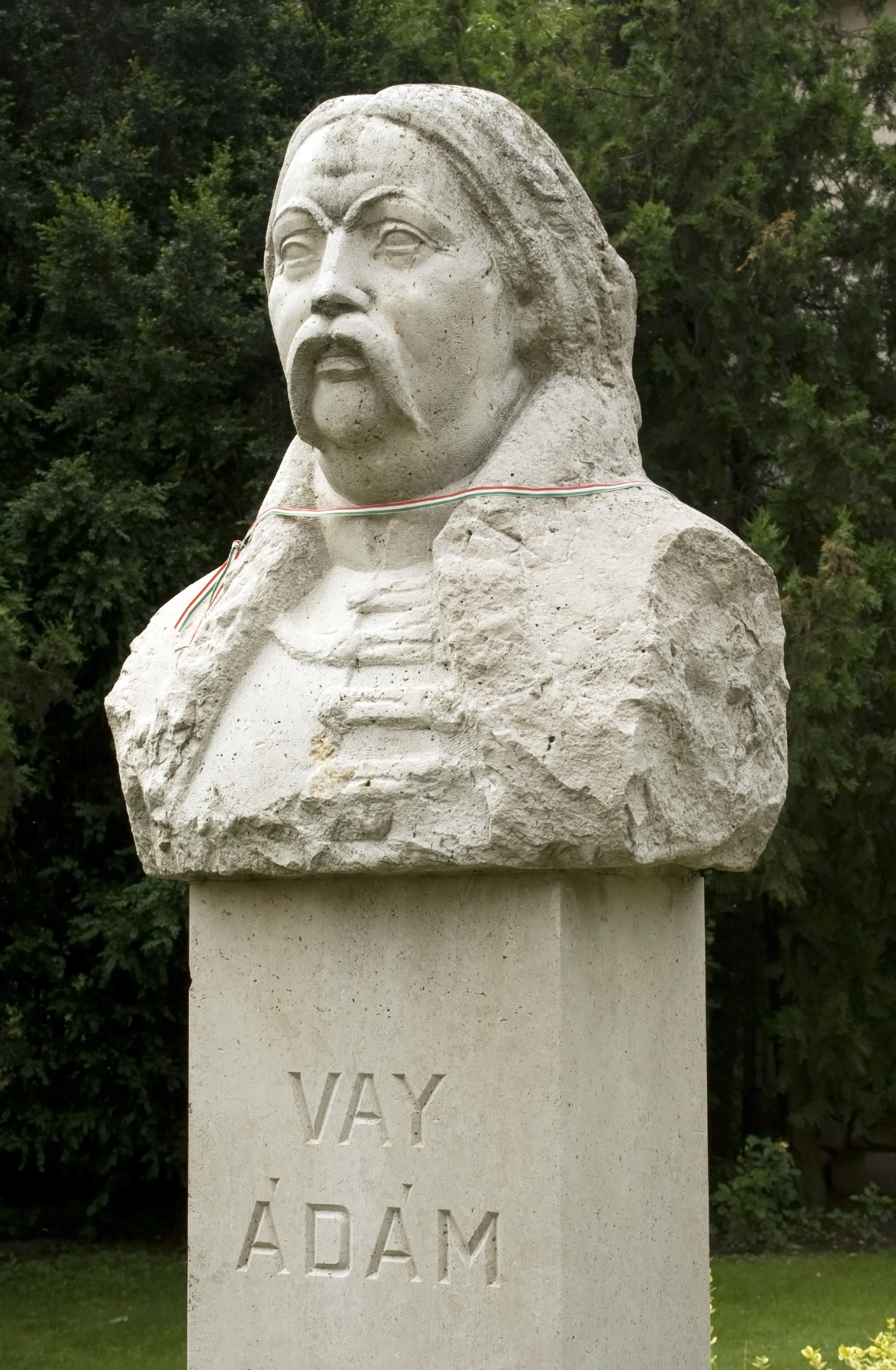
Vay Ádám mellszobra a vajai Vay Ádám Múzeum parkjában

## Emlékezete
1906-ban, Rákóczi és bujdosótársai újratemetésekor Vay Ádám hamvait is hazahozták, és a családi birtokon, Vaján temették el. Holló Barnabás által készített síremlékét a református templom előtti parkban állították fel. Egykori várkastélyában ma a múzeum őrzi a nevét. A Molnár Mátyás által alapított intézmény ad otthont időről időre a hazai Rákóczi-kutatás eredményeit ismertető konferenciáknak is.
Portréja, melyet talán Mányoki Ádám festett Danckában, a Magyar Nemzeti Múzeum Történelmi Képcsarnokában, egy másolat pedig a Vay Ádám Múzeumban található Vaján. Ugyancsak a Nemzeti Múzeumban őrzik díszbuzogányát.
Budapest VIII. kerületében utcát neveztek el róla.